# Кристоф Даум
Кристоф Пол Даум (на немски: Christoph Paul Daum) е бивш немски футболист и настоящ треньор на румънския национален отбор.

## Кариера

### Кариера като футболист
Активната му кариера преминава в долните немски дивизии и не е особено успешна.

### Кариера като треньор
След като през 1981 г. приключва като футболист в дублиращия състав на Кьолн, Даум става треньор на отбора. Четири години по-късно е взет за помощник в представителния отбор, а през 1986 го сам го оглавява. Остава на този пост до лятото на 1990 г., когато е уволнен. Няколко месеца по-късно поема Щутгарт, с чийто отбор печели Бундеслигата през сезон 1991/92. Година по-късно напуска.
В началото на 1994 г. поема турския гранд Бешикташ. Като негов мениджър след няколко месеца печели Купата на Турция, а през следващия сезон става шампион. Уволнен е през сезон 1995/96 поради слаби резултати.
След това се завръща в Германия и застава начело на Байер Леверкузен. В четирите години, в които води Аспирините, отборът достига до три поредни втори места в крайното класиране. След провала на националния отбор на Евро 2000, медиите обявяват Даум за негов бъдещ треньор. В пресата се появяват слухове, че Даум е взел участие в оргии с проститутки и наркотици. Треньорът първоначално отрича обвиненията, но изправен пред угрозата да влезе в затвор, треньорът прави самопризнания (1 2). Това проваля възможността му да оглави Бундестима.
След това от март 2001 до май 2002 г. отново е треньор на Бешикташ.
През сезон 2002/03 е треньор на Аустрия Виена, с който става шампион на Австрия.
Между сезони 2002/03 и 2003/04 подписва с Фенербахче. Става шампион на Турция в две поредни години, но напуска след като губи борбата за титлата през сезон 2005/06.
На 19 ноември 2006 г. се завръща като треньор в Кьолн – отбора, в който започва треньорската си кариера. По това време отборът е изпаднал във Втора Бундеслига, но под ръководството на Даум успява да се завърне в елита. Напуска след края на сезон 2008/09.
От 2009 до 2010 г. отново е треньор на Фенербахче, но напуска след като губи борбата за титлата с Бурсаспор.
На 22 март 2011 г. наследява Михаел Скибе начело на Айнтрахт Франкфурт, като целта му е да спаси отбора от изпадане. Напуска два месеца по-късно, когато Айнтрахт губи всички свои шансове за оцеляване.
През втората половина на сезон 2011/12 води белгийския Клуб Брюж.
Следващия отбор в треньорската му визитка е Бурсаспор, на който е треньор през сезон 2013/14.
На 7 юли 2016 г. заменя Ангел Йорданеску начело на Румъния.

## Успехи

### Като футболист
Кьолн II
- Шампион на Германия при аматьорите (1): 1980/81

### Като треньор
'Щутгарт
- Шампион на Германия (1): 1991/92
- Суперкупа на Германия (1): 1992

 Бешикташ
- Шампион на Турция (1): 1994/95
- Купа на Турция (1): 1993/94

 Аустрия Виена
- Шампион на Австрия (1): 2002/03

 Фенербахче
- Шампион на Турция (2): 2003/04, 2004/05
- Суперкупа на Турция (1): 2009